# Reijola, Joensuu
Reijola är en ort i Joensuu stad (kommun) i landskapet Norra Karelen i Finland. Reijola utgjorde en tätort (finska: taajama) fram till tätortsavgränsningen 2018.
Vid tätortsavgränsningen den 31 december 2017 hade Reijola 3 237 invånare och omfattade en landareal av 7,20 kvadratkilometer. Året därefter hade området vuxit ihop med Joensuu centraltätort och Reijola klassificerades inte längre som tätort.